# Koroniec plamoczuby
Koroniec plamoczuby (Goura victoria) – gatunek ptaka z rodziny gołębiowatych (Columbidae). Zamieszkuje endemicznie Nową Gwineę. Sklasyfikowany jako bliski zagrożenia. Największy gatunek gołębia.

## Podgatunki i zasięg występowania
Wyróżnia się dwa podgatunki G. victoria:
- G. v. victoria (Fraser, 1844) – wyspy Yapen i Biak (u wybrzeży północnej Nowej Gwinei)
- G. v. beccarii Salvadori, 1876 – północna Nowa Gwinea

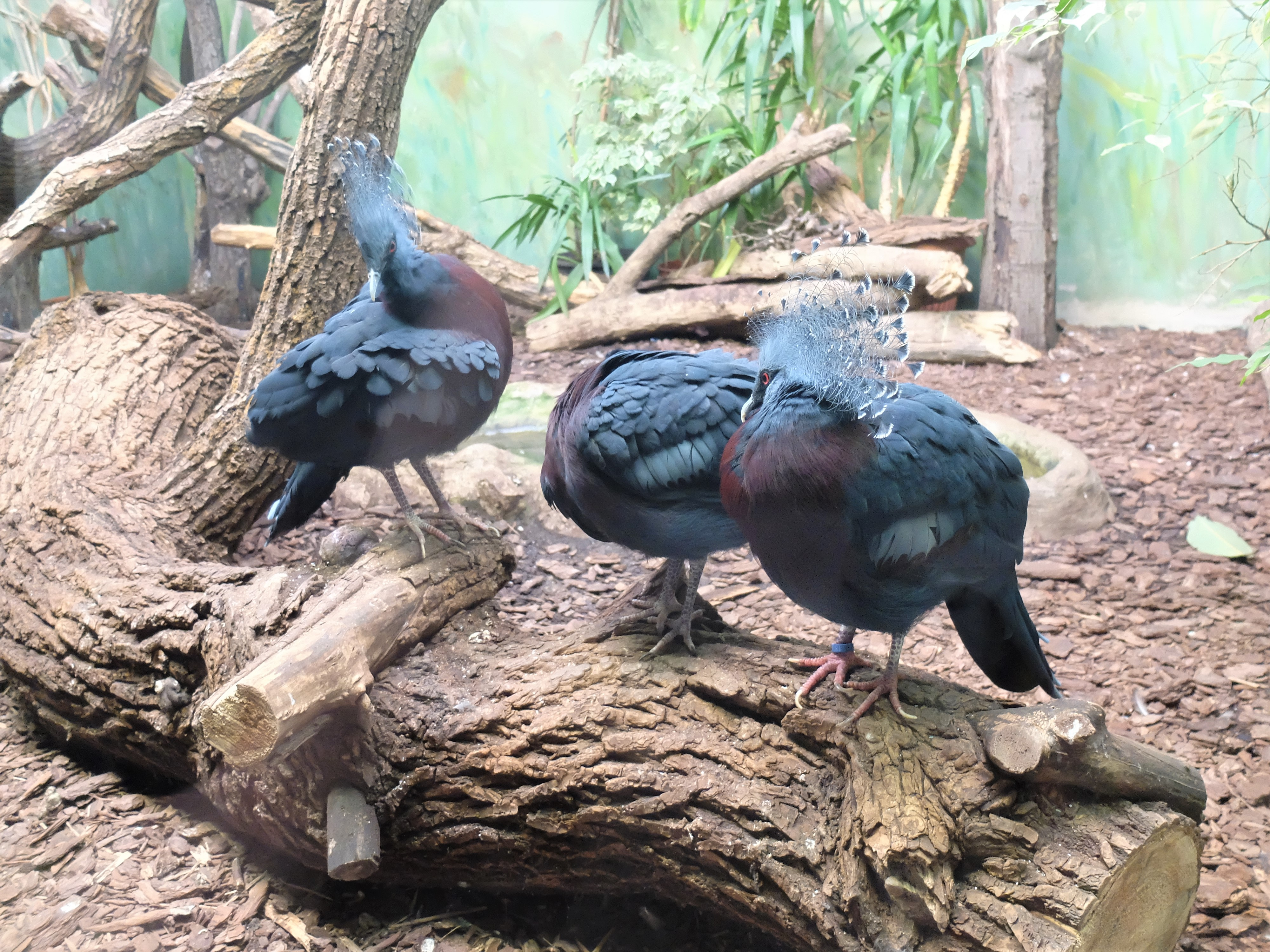
Korońce plamoczube w warszawskim ZOO

## Morfologia
Długość ciała wynosi 66–74 cm, masa zaś 2,5 kg. Dalsze wymiary dla okazów z Muzeum Brytyjskiego: skrzydło ok. 34,9 cm, ogon 25,9–26,9 cm, dziób 3,1 cm, skok 8,2 cm. Upierzenie w większej części łupkowoniebieskie. Pióra czuba na końcu łyżeczkowato rozszerzone, o barwie czarno-białej. Kantarek i okolice oczu czarne. Pierś fioletowokasztanowa. Pokrywy skrzydłowe I rzędu białoniebieskie z ciemnymi zakończeniami. Sterówki także łupkowoniebieskie, jednak posiadają jasne końcówki. Dziób czarny, nogi fioletoworóżowe, tęczówka czerwona.

## Środowisko
Środowisko życia korońca plamoczubego stanowią lasy nizinne, w tym bagienne. Występuje głównie na obszarach nisko położonych, ale niekiedy do wysokości 600 m n.p.m.

## Zachowanie
Jest to gatunek osiadły. Przebywa w parach lub małych grupach. Zazwyczaj na ziemi, lecz zaniepokojony wlatuje na drzewo. Pożywienie stanowią owady, owoce (w tym figowców) oraz nasiona. Gniazdo w przeciwieństwie do innych gołębi zbudowane starannie z patyków, łodyg i liści. W lęgu 1 jajo. Inkubacja trwa 28 dni.

## Status i zagrożenia
Do roku 2012 koroniec plamoczuby klasyfikowany był jako narażony na wyginięcie, w 2013 roku zmieniono status na bliski zagrożenia (NT, Near Threatened). Oszacowana populacja na rok 2000 wynosiła około 7000 osobników dorosłych. Dawniej zagrożenie stanowił głównie odłów ptaków na mięso i pióra. Obecnie zagrożeniem jest również wycinka lasów pod plantacje palm oraz rozwój dróg, który potencjalnym kłusownikom ułatwia dostęp do korońców.